# Ө́
Cette page contient des caractères spéciaux ou non latins. S’ils s’affichent mal (▯, ?, etc.), consultez la page d’aide Unicode.
Le o barré accent aigu (capitale Ө́, minuscule ө́) est une lettre de l’alphabet cyrillique utilisée dans certaines langues lorsque l’intonation est indiquée à l’aide de l’accent aigu.

## Utilisations
Le Ө́ est utilisé en bachkir lorsque l’intonation d’une syllabe est indiquée sur la voyelle Ө. Par exemple, la graphie ‹ Кө́нигсберг ›, « Königsberg », indiquant l’accent tonique sur la première syllabe du mot habituellement écrit ‹ Көнигсберг ›.
Heinrich Werner (ru) l’utilise dans l’écriture du ket, par example dans le poème Аб бисебдан и’ль.

## Représentations informatiques
Le o barré accent aigu peut être représenté avec les caractères Unicode suivants :
- décomposé (cyrillique, diacritiques) :

| formes    | représentations | chaînes de caractères | points de code | descriptions                                                |
| --------- | --------------- | --------------------- | -------------- | ----------------------------------------------------------- |
| capitale  | Ө́               | Ө◌́                    | U+04E8 U+0301  | lettre majuscule cyrillique o barré diacritique accent aigu |
| minuscule | ө́               | ө◌́                    | U+04E9 U+0301  | lettre minuscule cyrillique o barré diacritique accent aigu |